# BEA 시스템즈
BEA 시스템즈 (BEA Systems)는 1995년에 설립된 미들웨어 소프트웨어 회사이다. IBM과 함께 미들웨어 분야에 상당한 영향력을 가진 회사였으나, 미들웨어 분야에 영향력을 높이려는 오라클사에 2008년 1월 16일 인수되었다.

## 주요 제품
- 턱시도
- 웹로직
- 아쿠아로직
- 웹센터

1. ↑  “오라클의 BEA 인수, 그간 어떤 일 있었나”. 2008년 5월 1일. 2024년 12월 23일에 확인함.